# Santa Agnès de la Farrera dels Llops
Santa Agnès de la Farrera dels Llops és una església romànica del municipi de les Valls de Valira (Alt Urgell) protegida com a bé cultural d'interès local.

## Descripció
Edifici religiós romànic d'una nau amb absis semicircular, el qual era il·luminat per dues finestres d'una sola esqueixada. La coberta era totalment esfondrada i s'ha restaurat. És una construcció rústega de pedres unides amb fang. Té la portada oberta al mur S i és adovellada. Hi ha una biga escairada encastada a l'absis que conserva decoració d'escuts de colors blau, vermell i negre.
Documentada en l'acta de consagració de la catedral d'Urgell, sembla que antigament fou església parroquial.